# Premnoplex pariae
Premnoplex pariae, "paríapiggstjärt", är en fågelart i familjen ugnfåglar inom ordningen tättingar. Den betraktas oftast som underart till vitstrupig piggstjärt (Premnoplex tatei)  men urskiljs sedan 2016 som egen art av Birdlife International och IUCN.
Fågeln förekommer i bergstrakter på Paríahalvön i nordöstra Venezuela. Den kategoriseras av IUCN som starkt hotad.